# Savigny-sur-Aisne
Savigny-sur-Aisne är en kommun i departementet Ardennes i regionen Grand Est (tidigare regionen Champagne-Ardenne) i nordöstra Frankrike. Kommunen ligger  i kantonen Monthois som ligger i arrondissementet Vouziers. År 2022 hade Savigny-sur-Aisne 350 invånare.

## Befolkningsutveckling
Antalet invånare i kommunen Savigny-sur-Aisne
Referens: INSEE